# BK Søllerød-Vedbæk
BK Søllerød-Vedbæk is een Deense voetbalclub uit Vedbæk. De club werd in 2002 opgericht en speelt in de Deense tweede divisie Oost.